# هور الفلاحية

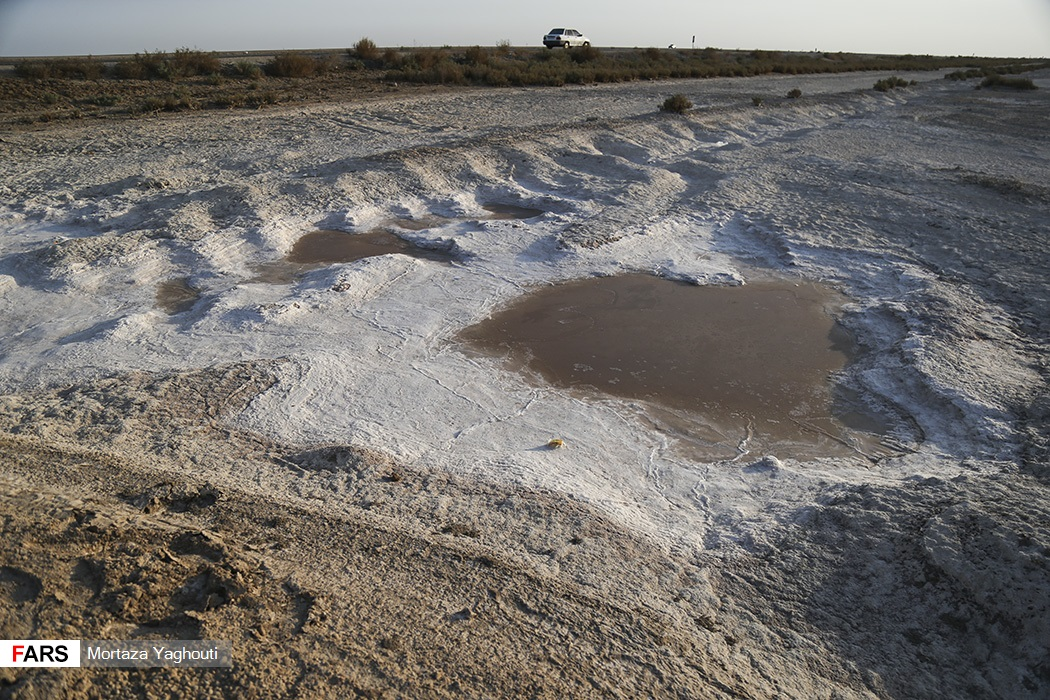

هور الفلاحية أحد أكبر الاهوار في العالم وأحد الثروات الطبيعية في الفلاحية بمساحة 537700 هكتار والذي كان في السابق طبقاً لـ اتفاقية رامسار العالمية في المرتبة الخامسة ولكن بسبب الأهمال المتعمد وحفر الآبار النفطية أصبح في المرتبة 22. هذا الهور كان ولا يزال رغم النكسة التي حصلت فيه أحد أكثر الأماكن جذباً للسائحين في المنطقة بزيارات يومية تصل إلى 3000 الآف شخص في العطل الرسمية  كما انه مصدر رئيسي للأسماك في المدينة حيث تتواجد فيه في الشتاء اسماك كـ البني المفضلة لأهالي المنطقة. إضافة إلى نبات البردي وهو نوع من النباتات التي لها وجود كبير ويثمر طحين يُسمى الخريط يتم طبخه وتقديمه كحلوى باللون الأصفر  ولها شعبية كبيرة كما في البصرة وعندما يكون الموسم بخير يتم تصدير الخريط عبر اللنجات إلى الاسواق الشعبية في الإمارات والكويت تحديداً في سوق المباركية بسعر يتراوح بين 20 إلى 30 دولار للكيلو جرام. كما ان هور الفلاحية مكان لتكاثر 40 نوع حيوان منهم الخنازير البرية وقضاعة والذي يشتهر محلياً بأسم (جليب الماي) إضافة للطيور التي يصل عددها إلى 152 نوع ومن أشهر هذه الطيور ما تُسمى باللهجة المحلية النكوى واللقلق.